# (41429) 2000 GE2
(41429) 2000 GE2 est un astéroïde géocroiseur Apollon découvert le 3 avril 2000 par le programme LINEAR. Son diamètre se situe autour de 200 m. Il est classé comme potentiellement dangereux.